# Gunnera aequatoriensis
Gunnera aequatoriensis är en gunneraväxtart som beskrevs av L.E. Mora-osejo. Gunnera aequatoriensis ingår i släktet gunneror, och familjen gunneraväxter. Inga underarter finns listade.